# 부더포크테테니
부다페스트 22구(헝가리어: Budapest XXII. kerülete), 부더포크테테니(헝가리어: Budafok-Tétény)는 헝가리 부다페스트를 구성하는 23개의 구 중 하나다.